# Cobbs Hall
La Tenuta di Cobbs Hall è la residenza padronale di una piantagione presso Kilmarnock, nella contea del Northumberland, in Virginia, Stati Uniti.
La struttura attuale venne eretta nel 1853 sulle fondamenta di una precedente costruzione avente il medesimo disegno. La struttura è realizzata interamente in mattoni e sia sul fronte che sul retro si trovano delle colonne tuscaniche come decorazione a formare un piccolo portico. La parti laterali della casa presentano ciascuna delle lunghe canne fumarie. Nella proprietà è compreso anche il cimitero di Cobbs Hall che contiene i resti della famiglia Lee che la costruì e la abitò per secoli, oltre ad altre strutture minori di servizio. Cobbs Hail fu una delle più importanti piantagioni associate alla famiglia Lee in Virginia sin dalla metà del XVII secolo.
Il sito è stato inserito nel 2001 nel National Register of Historic Places.